# Artel

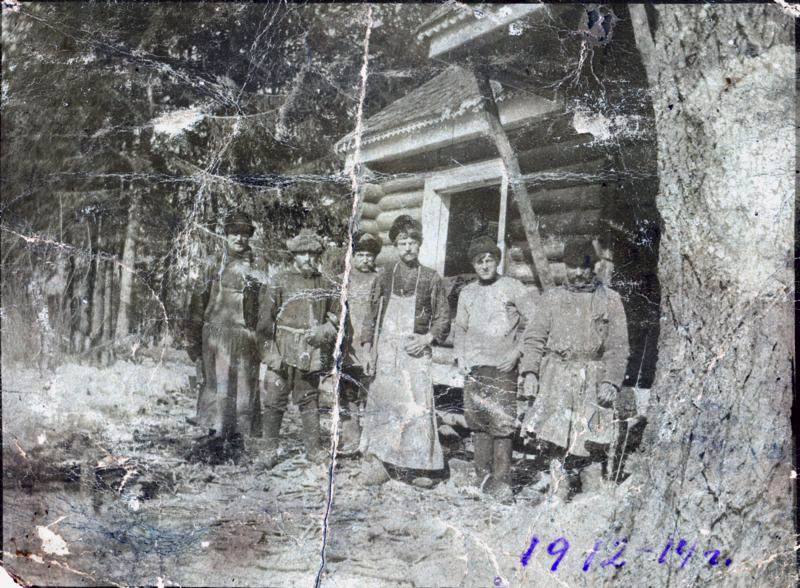
Zimmermannsartel, Russland 1912

Artel (russisch артель [arˈtjɛl]) war im Russischen Kaiserreich ein freiwilliger Zusammenschluss von Menschen zur Organisation gemeinsamer wirtschaftlicher Aktivitäten.

## Struktur
Die Mitglieder des Artels wählten aus ihrer Mitte einen Anführer (Ataman, Starosta), Erlöse wurden nach vereinbarten Regeln gemeinschaftlich aufgeteilt. Häufig trat das Artel auf der Basis kollektiver Solidarhaftung gesamtschuldnerisch für seine Mitglieder ein. Ursprünglich aus Zusammenschlüssen für saisonale Aktivitäten (Jagen, Fischen) und kriegerisch-räuberische Verbindungen entstanden, entwickelte sich das Artel zu einer weitverbreiteten sozialen Institution für die verschiedensten wirtschaftlichen Zusammenschlüsse (Bauhandwerker, Zöllner, Soldaten, Bauern, Mieter und Pächter, Börsenmakler, Hausangestellte, Künstler, aber auch Bettler, Diebe oder Räuber). Die große Zahl dörflich-handwerklicher Saisonarbeiter im ausgehenden 19. Jahrhundert bildeten Artels, die sich kollektiv verdingten, kollektiv bezahlt wurden und in den Städten oder auf den Baustellen auch gemeinsam lebten und wirtschafteten.
In der russischen Nationalökonomie des ausgehenden 19. Jahrhunderts wurde das Artel definiert als „ein auf Vertrag gestützter Verbund mehrerer gleichberechtigter Personen, die zur gemeinsamen Verfolgung wirtschaftlicher Zwecke sich unter Beobachtung solidarischer Haftbarkeit mit Kapital und Arbeitskraft oder nur mit Arbeit allein vereinigt haben.“

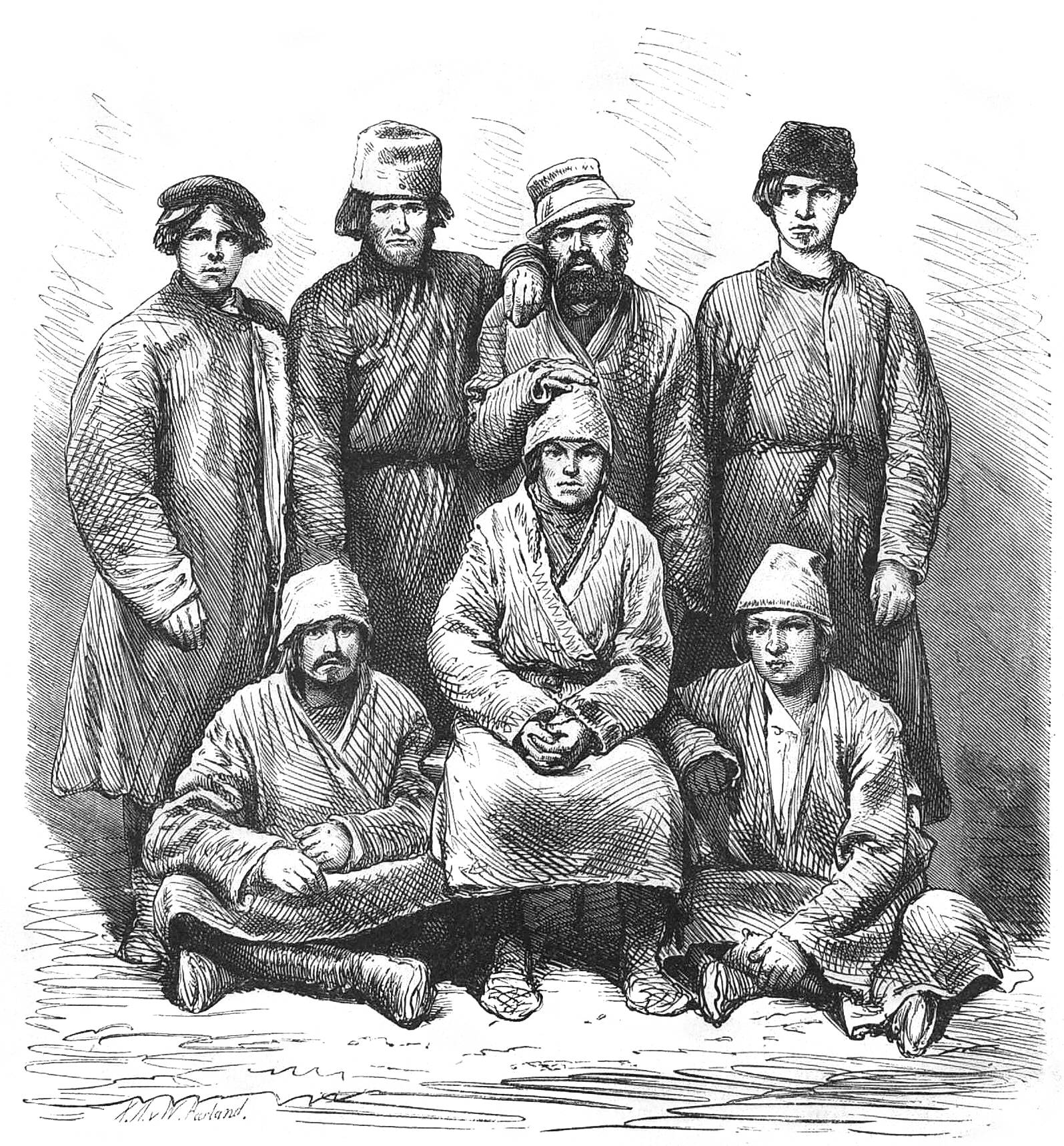
„Artells“, russische Handarbeiter-Genossenschaftler, in: Die Gartenlaube, 1870, Heft 31, S. 485–486.

Das Artel wird häufig als Frühform von Genossenschaften oder auch Vorform gewerkschaftlicher Organisation angesehen.
In der Sowjetunion wurde im Prozess der Kollektivierung der Landwirtschaft auch die Hauptform der genossenschaftlichen Organisation innerhalb der Kolchosordnung als Artel bezeichnet.

## Herkunft des Begriffes
Der Duden leitet den Begriff von italienisch artieri ‚Handwerker‘ ab. Dagegen wird der Begriff in der Literatur überwiegend als tatarisches Lehnwort mit dem turksprachigen Wortstamm orta (Gemeinde, Mitte) angesehen (vgl. türkisch ortaklık ‚Teilhaberschaft, Gesellschaft, Unternehmen‘, türkisch ortak ‚Partner‘). Auf das Wirken des Pseudosuffixes -el wird der Genuswechsel vom Femininum im Russischen zum Neutrum im Deutschen zurückgeführt.

## Geschichte

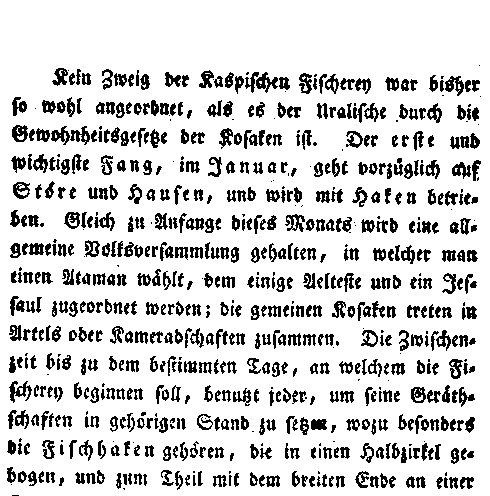
Bericht über Fischerei-Artels von Kosaken. In: Heinrich Storch (Hrsg.): Russland unter Alexander dem Ersten. Band 4. Leipzig/St. Petersburg 1804, S. 33.

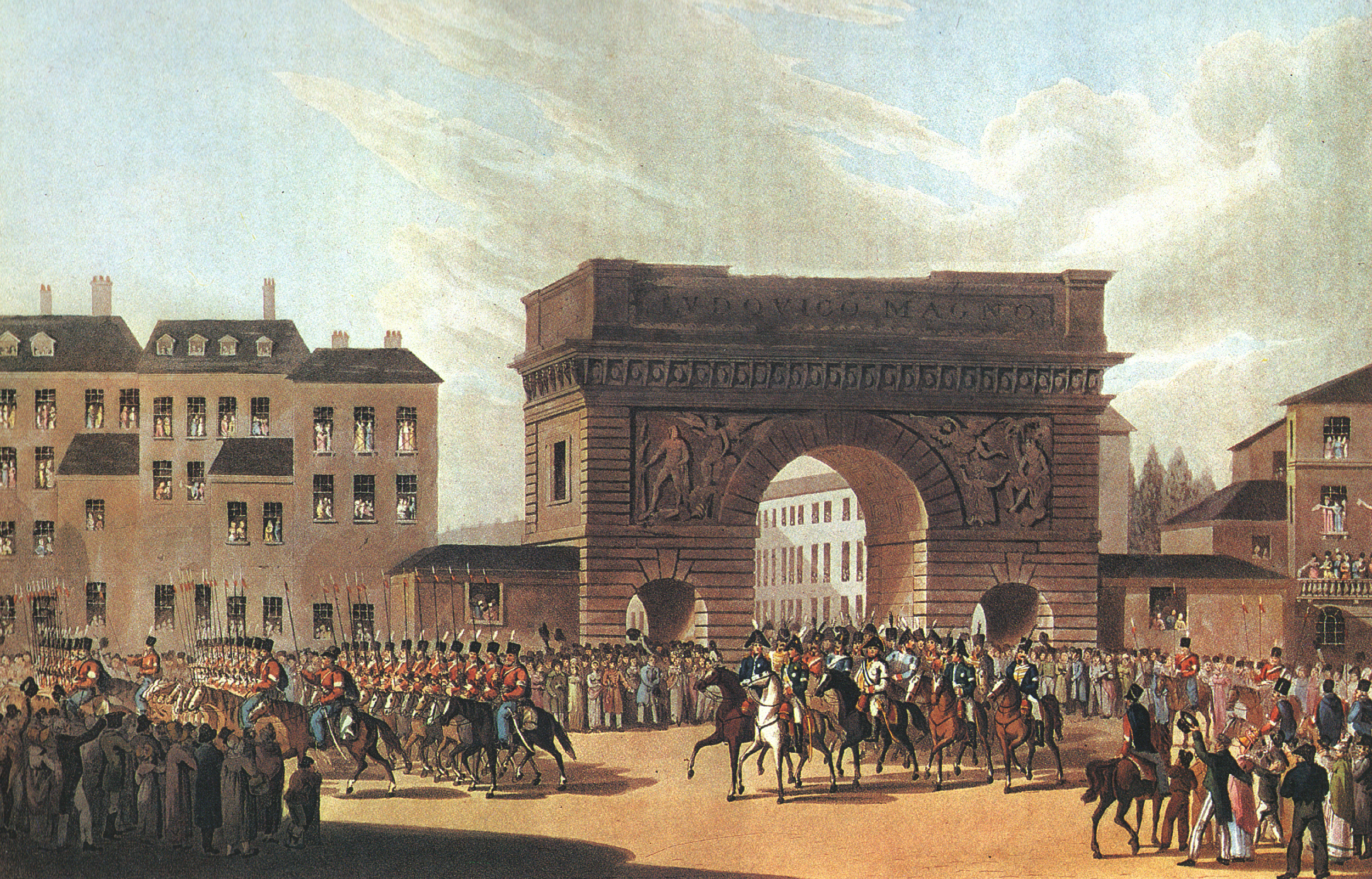
Die Soldaten der Kaiserlich Russischen Armee (hier beim Einmarsch in Paris 1814) organisierten sich in Artels.

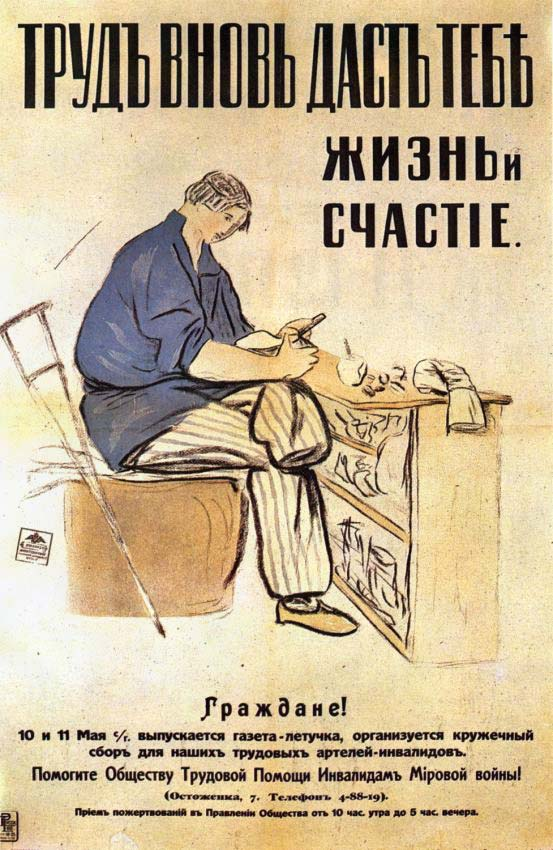
Plakat, das um Unterstützung für ein Artel von Kriegsinvaliden des 1. Weltkriegs wirbt

Bereits sehr früh in der russischen Geschichte gibt es Belege für die Bildung kooperativer Zusammenschlüsse zur Verfolgung eines gemeinsamen wirtschaftlichen Zieles. Aus dem 11. und 12. Jahrhundert finden sich Hinweise auf Gemeinschaften Nowgoroder Bürger zum Walrossfang im Weißen Meer. Deutsch-russische Handelsverträge des Mittelalters (Nowgorod 12./13. Jahrhundert) kennen bereits förmliche Organisationen von vorschkerlen, russischer Ruderknechte, die die Waren oder Schiffe der deutschen Kaufleute den Wolchow hinauf nach Nowgorod befördern. Diese vorschkerle stehen unter der Leitung eines ältermannes oder oldermannus und haften für Schäden, die den Kaufleuten entstehen, gemeinschaftlich.
Vereinigungen von повольники (powolniki) oder ушкуйники (uschkujniki), die sich in der frühen russischen Geschichte zu Unternehmungen kriegerisch-räuberischer Art (набег = Beutezug) in ватаги (watagi = Banden) organisieren, tragen bereits Züge eines Artels: Gleichberechtigte Mitglieder wählen aus ihrer Mitte einen Anführer (атаман – Ataman), Erlös oder Beute werden untereinander geteilt. Ähnliche kriegerische Verbindungen mit deutlich artelartigem Charakter finden sich in späterer Zeit bei den Kosaken. Mit dem Fortschreiten der Besiedlung Russlands, als weniger Raum für derartige räuberische Streifzüge blieb und Landwirtschaft, Jagd, Fischerei, Bergbau und Handel die Grundlage friedlicher wirtschaftlicher Betätigung bildeten, blieb diese überkommene Form erfolgreichen kooperativen Handelns bestehen. Quellen des 13. und 14. Jahrhunderts erwähnen Artels von Jägern und Falknern. In einer Urkunde von 1460 heißt es, dass der Belosersker Fürst Michail Andrejewitsch seine watagi zum Fischfang ausschickt. Im 17. Jahrhundert bilden sich zahlreiche Artels zum Kabeljau-, Walross- und Robbenfang im russischen Norden, insbesondere im Murmansker Gebiet. 1682 sind unabhängige Artels Cholmogorsker Bauern urkundlich erwähnt, die Walrossfang auf Nowaja Semlja betreiben. Im 17. Jahrhundert stieg die Zahl der schiffsziehenden Burlaki an der Wolga. Die Gruppen stammten oft aus einem Dorf.
In der zweiten Hälfte des 17. Jahrhunderts verdrängt die Bezeichnung Artel den zuvor weitverbreiteten, ebenfalls aus dem Tatarischen stammenden Begriff watag(a) für derartige Vereinigungen. Bei der Gründung der Stadt St. Petersburg im Jahr 1703 war das Artel bereits etablierte Form der Organisation des Handwerks und des Baubetriebes in Russland. Diese Artels wurden geführt von einem Starosta als Meister und Vorarbeiter, der Aufriss und benötigte Materialien aus Erfahrung und in Rücksprache mit dem Bauherren bestimmte und Auftrag und Entlohnung aushandelte. Da die Bauhandwerker der Artels ihr Handwerk auch in ihrem jeweiligen Artel erlernten, haftete der Artel-Organisation ein „relativer Konservatismus“ an, der Peter I. dazu bewog, für seine Vorstellung von einer Stadt westlichen Zuschnitts nicht auf die traditionellen Artels zurückzugreifen, sondern Bautrupps durch die eigens eingerichtete Baukanzlei zusammenstellen zu lassen, denen als Meister jeweils ein Ausländer vorstand.
Im ausgehenden 18. und beginnenden 19. Jahrhundert erhielt das russische Artel auch in deutscher Literatur zunehmend Aufmerksamkeit. Reisende oder in Russland ansässige Deutsche berichten von der Sitte der russischen Kosaken, sich zum Fischfang in saisonalen Artels zu organisieren. Berichte aus St. Petersburg empfehlen in Artels organisierte Dienstboten als besonders zuverlässig, denen man auch Geldgeschäfte gerne anvertraue, da das Artel für ihre Leistung bürge. Die Eigenart der russischen Soldaten, sich in Artels zu organisieren, um ihre „Menage zu machen“, d. h. ihre militärische Verpflegung zu organisieren bzw. aufzubessern, erhält in den Befreiungskriegen gegen Napoleon den Beifall der österreichischen und deutschen Verbündeten.
Im Zuge der Aufhebung der Leibeigenschaft im Jahre 1861 strömten Millionen Bauern auf der Suche nach Arbeit und Auskommen in die Städte. Hier wurden sie jedoch nicht zu Proletariern, sondern blieben als Bauern dem Lebenszyklus, den Sitten und der Sozialdisziplin des Dorfes verhaftet. Viele Bauern kehrten während der Erntezeit und am Ende ihres Arbeitslebens ins Dorf zurück. Die überkommene Organisationsform des Artels gab diesen Bauern-Arbeitern in der Stadt den gewohnten dörflichen Halt. Ganze Artels eines Dorfes verdingten sich gemeinsam in einer Fabrik, arbeiteten als Arbeitstrupps im Straßenbau oder auf Baustellen, wohnten und wirtschafteten gemeinsam.
In den 1860er Jahren entdeckten auch Anhänger der westeuropäischen Genossenschaftsbewegung unter den russischen Nationalökonomen das Artel als eine natürliche, ohne fremdes Zutun aus dem Volke heraus gewachsene und zugleich den modernen französischen, englischen oder deutschen Arbeiter- und Handwerkergenossenschaften gleichende Erscheinung. Da das traditionelle Artel aber in aller Regel nicht einer Rohstoff-, Werk- oder Produktivgenossenschaft im westeuropäischen Sinne entsprach und der allergrößte Teil der Artels wirtschaftlich völlig unselbständig war, wurden „regelrecht organisierte“ Musterartels propagiert und – zum Teil auch durch die deutsche Genossenschaftsbewegung  – gefördert. Keinem dieser Schuster-, Schmiede- oder Käsereiartels Schulze-Delitzscher Prägung war jedoch eine lange Lebensdauer beschieden, während allerorten traditionelle Artels aus dem Boden sprossen.
Im Russland des beginnenden 20. Jahrhunderts war das Artel als kooperativer, genossenschaftsähnlicher Zusammenschluss von Beschäftigten in den unterschiedlichsten Branchen nicht mehr wegzudenken und hielt Einzug in das russische Sprichwort: „Artelgrütze (schmeckt) besser.“ (артельная каша лучше.) oder „Es ist schwierig für einen, aber leicht für das Artel.“ (трудно одному, да легко артели.). Ein beredtes Zeugnis der weiten Verbreitung des Artels ist die Tatsache, dass die Hunderttausenden Revolutionsflüchtlinge, die in den 20er Jahren in Berlin Asyl suchten (1923: 360.000), eine Vielzahl von Artels gründeten: Es gab Artels für landwirtschaftliche Arbeit, für Kunsthandwerk, Autoschlosserei, Papirossi-Herstellung, Dampfwäschereien, Schneidereien. Es gab Artels der Balalaikaspieler, das Handelsartel „Trud“ für Landmaschinen, Artels der Bühnenschauspieler usw.

## Das Künstlerartel

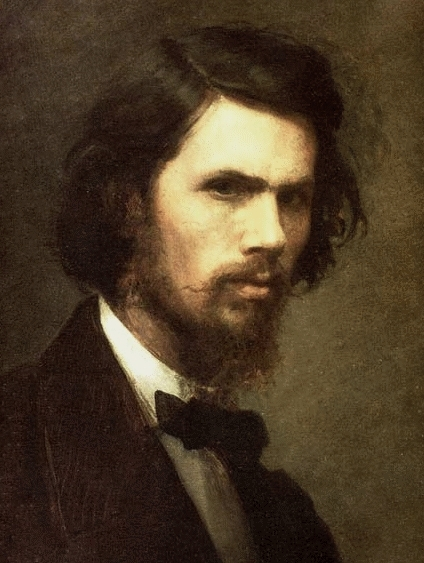
Iwan Nikolajewitsch Kramskoi (1837–1887): Selbstporträt

Auf Initiative von I. N. Kramskoi entstand im Jahre 1863 das St. Petersburger Künstlerartel (Петербургская артель художников), die erste Künstler-Kooperative demokratisch gesinnter russischer Künstler. Das Artel wurde von Teilnehmern des sogenannten Aufstands der Vierzehn (восстание четырнадцати) gegründet, Studenten der Petersburger Kunstakademie, die gegen den akademischen Kunststil der Akademie protestierten und deren Revolte ihren Ausschluss aus der Akademie zur Folge hatte. Mitglieder waren u. a. C. B. Wenig, A. K. Grigorjew, N. D. Dmitrijew-Orenburgski, T. S. Schurawlew, A. I. Korsuchin, K. W. Lemoch und K. J. Makowski. Das Petersburger Künstlerartel übernahm verschiedene Aufträge, wie Arbeiten für die Kirchen des Petrosawodsker und St. Petersburger Bergbauinstituts, Lithographien über die Zeit Peter I., Auftragsporträts. Darüber hinaus veranstaltete das Artel Ausstellungen und Wohltätigkeitslotterien, veröffentlichte 1869 und 1870/71 illustrierte Alben, und traf sich wöchentlich zu Gesprächen über Fragen der Kunst. Das Petersburger Künstlerartel löste sich nach dem Ausscheiden von I. N. Kramskoi 1871 auf. Mitglieder des Petersburger Künstlerartels gründeten 1870 die Gesellschaft der künstlerischen Wanderausstellungen (Товарищество передвижных художественных выставок) der Peredwischniki (Wanderer), die durch landesweite Ausstellungen ihre neue, nicht idealisierende, gesellschaftskritische, realistische Kunst bekannt machten.
War das Petersburger Künstlerartel eher ideologisch denn wirtschaftlich motiviert, so bildeten sich in den folgenden Jahrzehnten in den Städten Artels von Künstlern mit klar wirtschaftlichen Zielen: Vermittlung von Aufträgen und Engagements für ihre Mitglieder, Wohnungsvermittlung, gemeinsames Wirtschaften.
Das russische Artel war Vorbild für die Gründung der tschechischen Künstlergenossenschaft Artěl (1908–1935), einer Vereinigung tschechischer Avantgardekünstler, die stark dem Kubismus verpflichtet war und für eine moderne Ästhetik auf dem Gebiet der angewandten Kunst eintrat. Artěl gebührt neben den ungleich bekannter gewordenen Kunst- und Design-Schulen der Wiener Werkstätte oder dem Bauhaus ein bedeutender Platz in der Kunst- und Designentwicklung Europas.

## Das Artel in der Sowjetunion

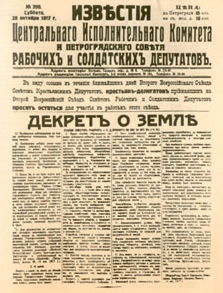
„Dekret über den Boden“ vom 8. November 1917

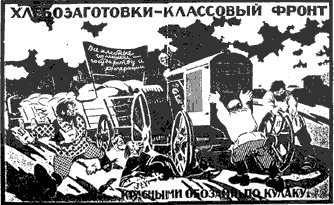
„Getreidebeschaffung ist Klassenkampf! Rote Wagenzüge den Kulaken entgegen!“ – Kollektivierungs- und Entkulakisierungskampagne 1930

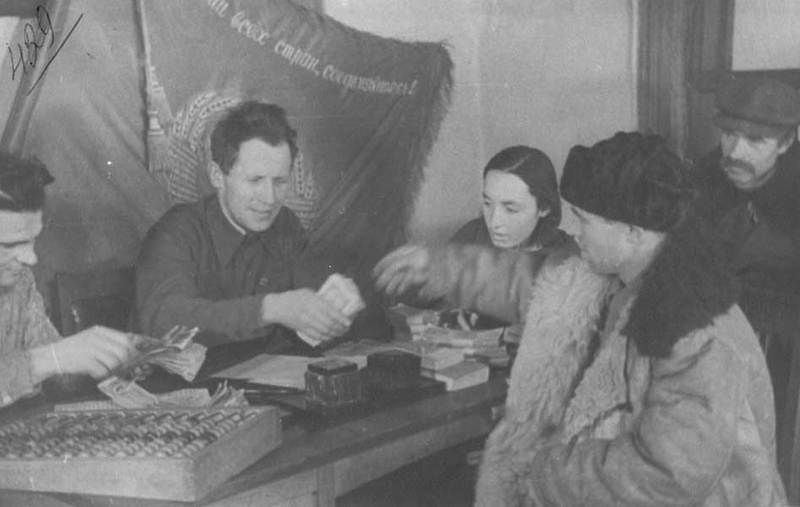
Lohnauszahlung im Kolchos

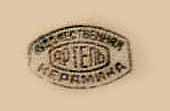
Markenzeichen des Artels für Künstlerische Keramik Gschel (1940)

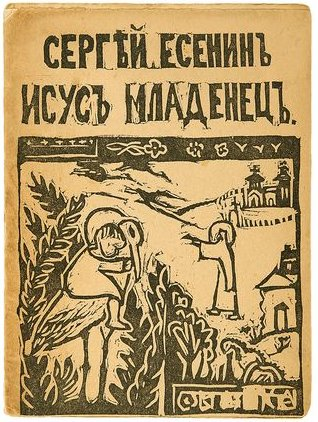
Sergej Jessenin/E.Turowa: Jesuskind. Buchausgabe des sowjetrussischen Künstlerartels „Sewodnja“ („Heute“) 1918

In der Sowjetunion spielte das Artel vor allem bei der Kollektivierung der Landwirtschaft eine Rolle. Bereits das zweite Dekret der neuen „Arbeiter-  und Bauernregierung“ vom 26. Oktoberjul. / 8. November 1917greg., das Dekret über den Boden, nannte als mögliche Bewirtschaftungsform des faktisch verstaatlichten Bodens neben Einzelwirtschaften und Dorfgemeinde auch das Artel. In den Kollektivierungskampagnen der folgenden Jahre förderten die Bolschewiki neben den in unmittelbaren Staatsbesitz befindlichen Sowchosen drei Formen der Kollektivwirtschaft (Kolchos). Dies waren in absteigendem Grad der Vergesellschaftung die „Kommune“ (russisch коммуна), das „Artel“ und die „Genossenschaft zur gemeinsamen Landbestellung (TOS)“ (russisch Товарищества по совместной обработке земли – ТОЗ). Während in der Kommune, die in der Geschichte der Kollektivierung der Landwirtschaft der Sowjetunion nur eine marginale Rolle gespielt hat, sämtlicher Besitz vergesellschaftet war und in der TOS die weitgehend im Privatbesitz verbliebenen Produktionsmittel lediglich zur gemeinsamen Nutzung zusammengeführt wurden, gingen im Artel die Gerätschaften, der Viehbestand und der Landbesitz in den Gemeinbesitz des Artels über, während dem Artel-Mitglied das Recht zur privaten Nutzung am Haus, am Gartengrundstück und einigem wenigen Vieh und Geflügel blieb.
Anknüpfend an die vorrevolutionäre Tradition war in den ersten Jahren der sowjetrussischen Landwirtschaft das Artel die häufigste Form der Kollektivwirtschaft. In der RSFSR bestanden 1921 neben 6527 Staatsgütern (Sowchosen) 3313 Kommunen, 10185 Artels und 2514 TOS. Im Zuge der Neuen Ökonomischen Politik, die den Bauern privatwirtschaftliches Handeln und den Verkauf ihrer Produkte auf dem Markt gestattete, veränderte sich dieses Verhältnis bis 1929 deutlich zugunsten der TOS: Im Juni 1929 waren (bei einem insgesamt niedrigen Kollektivierungsstand von 3,9 % aller Bauernwirtschaften) 60 % der Kolchosen (in der Ukraine sogar 75 %) Genossenschaften zur gemeinsamen Landbestellung (TOS) gegenüber 35 % Artels und weniger als 5 % Kommunen. Die überwiegende Mehrheit der bis Sommer 1929 entstandenen Kolchosen bestanden aus Zwergenwirtschaften, die ohne gegenseitige Unterstützung nicht überlebensfähig waren.
Im Sommer 1929 gab die sowjetische Führung ihre langfristige, an mannigfaltigen Übergangsformen orientierte Kollektivierungsstrategie auf und forderte die regionalen und lokalen Behörden immer häufiger dazu auf, administrative Mittel einzusetzen, um das Kollektivierungstempo zu beschleunigen. Insbesondere die Beschlüsse des Plenums des Zentralkomitees der KPdSU vom November 1929 stellten ganze Gebiete vor die Aufgabe einer „durchgehenden Kollektivierung“. Während man sich in den bisher bestehenden Kollektivwirtschaften meist auf die gemeinsame Ausführung der Feldarbeiten beschränkt hatte, ohne die individuelle Wirtschaft aufzugeben, sollte jetzt nicht nur das gesamte Land, sondern auch Gerät und Zugvieh kollektiviert werden. Die Prawda sprach von „hundertprozentiger Vergesellschaftung der lebendigen Zugkraft und des einfachsten Inventars“. In einer Welle von Zwangskollektivierungen ganzer Dörfer, Amtsbezirke, Rajone und Bezirke wurden neben Wirtschafts- und Wohngebäuden sowie Saatgut und Futtermitteln auch Milchkühe, Kleinvieh, Geflügel und selbst Küken vergesellschaftet. In vielen Gebieten, vor allem in der Ukraine und in Sibirien, versuchte man, sofort Kommunen zu gründen, der private Besitz von Vieh und Kleinvieh wurde verboten. Dieses Vorgehen rief teils massiven aktiven und passiven Widerstand in der Bauernschaft hervor, der dazu führte, dass die Frühjahrsaussaat des Jahres 1930 akut gefährdet war. Anfang 1930 sah sich deshalb selbst das Zentralkomitee der KPdSU genötigt, vor einem allzu schnellen Tempo der Kollektivierung zu warnen. Stalin machte in seinem am 2. März 1930 in der Prawda erschienenen Artikel Vor Erfolgen vom Schwindel befallen die örtlichen Funktionäre und „linksopportunistische“ Kräfte für das übereilte Kollektivierungstempo und die Zwangsmaßnahmen verantwortlich. Die kollektivwirtschaftliche Bewegung müsse auf Freiwilligkeit beruhen und die Mannigfaltigkeit der Bedingungen in den verschiedenen Regionen der Sowjetunion berücksichtigen. In diesem Artikel bezeichnet Stalin das Artel als die den gegenwärtigen Bedingungen am besten entsprechende Organisationsform der Kolchosen und „wichtigstes Kettenglied der kollektivwirtschaftlichen Bewegung“:

„Welches ist dieses wichtigste Kettenglied? Vielleicht die Genossenschaft zur gemeinsamen Bodenbestellung? Nein, sie ist es nicht. Die Genossenschaften zur gemeinsamen Bodenbestellung, in denen die Produktionsmittel noch nicht vergesellschaftet sind, sind eine bereits überholte Stufe der kollektivwirtschaftlichen Bewegung. Vielleicht die landwirtschaftliche Kommune? Nein, die Kommune ist es nicht. Die Kommunen sind vorläufig noch Einzelerscheinungen in der kollektivwirtschaftlichen Bewegung. Für die landwirtschaftlichen Kommunen, als vorherrschende Form, bei der nicht nur die Produktion, sondern auch die Verteilung vergesellschaftet ist, sind die Bedingungen noch nicht herangereift. Das wichtigste Kettenglied der kollektivwirtschaftlichen Bewegung, ihre gegenwärtig vorherrschende Form, die man jetzt anpacken muß, ist das landwirtschaftliche Artel. Im landwirtschaftlichen Artel sind die wichtigsten Produktionsmittel, hauptsächlich die der Getreidewirtschaft, vergesellschaftet: Arbeit, Bodennutzung, Maschinen und sonstiges Inventar, Arbeitsvieh, Wirtschaftsgebäude. Nicht vergesellschaftet sind im Artel: das Hofland (kleinere Gemüse- und Obstgärten), Wohnhäuser, ein gewisser Teil des Milchviehs, Kleinvieh, Geflügel usw.“

Ein verbindliches Musterstatut, das zeitgleich veröffentlicht wurde, sah vor, dass alle bäuerlichen Landanteile zu einer einzigen Fläche zusammengelegt und die Grenzraine beseitigt wurden. Das gesamte Zugvieh, Saatgut und die wichtigsten Ackergeräte gehörten der Artelwirtschaft; dagegen blieben das Hofland, ein Teil des Milch- und Kleinviehs sowie das Geflügel in persönlichem Besitz, so dass die individuelle Wirtschaft zumindest teilweise fortgeführt werden konnte. Dabei wurde die Betriebsform des Artels ohne Rücksicht auf die unterschiedlichen örtlichen Bedingungen für die ganze Landwirtschaft – mit Ausnahme einiger Randgebiete – als verbindlich erklärt. Das bedeutete, dass sowohl die bereits bestehenden genossenschaftlichen Vereinigungen als auch die Kommunen aufgelöst bzw. umgebildet werden mussten. Bereits im Jahre 1930 waren 73,9 Prozent der Kolchosen Artels; in den folgenden Jahren entwickelte sich diese Form zum ausschließlichen Betriebstypus. Im Jahre 1935 war nach weiteren Repressalien die Kollektivierung der Landwirtschaft im Wesentlichen abgeschlossen. Ein neues Musterstatut wurde erlassen, das genaue Bestimmungen über die Arbeitsorganisation, die Verteilung der Einkünfte und die Ordnung der Bodennutzung enthielt. Außerdem legte das neue Statut die Größe des Hoflandes und das Ausmaß des persönlichen Eigentums im Einzelnen fest. Die Hoflandparzelle (Gemüseacker, Garten) durfte den Umfang von einem viertel bis halben Hektar, in manchen Gegenden von einem Hektar, nicht überschreiten. Außerdem war der persönliche Besitz von Hausvieh und kleinem Inventar gestattet.
Neben dem landwirtschaftlichen Artel als Organisationsform des Kolchos wurden in der Sowjetunion auch Produktionsgenossenschaften anderer Branchen als Artel bezeichnet, so z. B. in der Fischerei, im Verlagswesen und im Kunsthandwerk. So waren beispielsweise die Lackminiaturenmaler von Fedoskino und Palech oder die Keramikwerkstätten in Gschel in Arteln organisiert.

## Das Artel im heutigen Russland
Im heutigen Russland gehört das Artel zu den Organisations- und Rechtsformen selbständiger Niederlassungen, die als juristische Personen über eine eigene Rechtspersönlichkeit verfügen und kommerzielle Organisationen sind. Es ist definiert als „eine Vereinigung natürlicher Personen zur Ausübung gemeinsamer Produktionstätigkeit und sonstiger Geschäftstätigkeiten auf Grund der Mitgliedschaft und persönlichen Arbeitsbeteiligung bzw. anderer Beteiligung.“ Es spielt neben den wesentlich weiter verbreiteten Organisationsformen der GmbH (russisch Общество с ограниченной ответственностью – OOO) und der Aktiengesellschaft (russisch Акционерное общество) eine geringe Rolle, ist in einigen Branchen jedoch häufig vertreten. Da in Russland bis 2006 die Goldförderung nur juristischen Personen gestattet war und eine Präsidentendirektive Putins, die dies auch natürlichen Personen gestattet, nur zögerlich umgesetzt wird, sind beispielsweise die ca. 600 Goldförderungsbetriebe Russlands in ihrer Mehrzahl kleine Artels mit 30 bis 40 Mitarbeitern.